# (9804) Shrikulkarni
(9804) Shrikulkarni est un astéroïde de la ceinture principale.

## Description
(9804) Shrikulkarni est un astéroïde de la ceinture principale. Il fut découvert le 1er juillet 1997 lors d'un relevé du Wide-field Infrared Survey Explorer par Eran O. Ofek. Il présente une orbite caractérisée par un demi-grand axe de 2,67 UA, une excentricité de 0,12 et une inclinaison de 13,5° par rapport à l'écliptique.